# 伊東由樹
伊東 由樹（いとう　ゆき）は日本のプロアングラー（釣り人）。デザイナーとしても有名で、ジャパングッドデザインアワードの多数受賞をはじめ、デザインアワードのオスカー賞ともいわれるドイツ・ハノーバーを本拠地とする、世界で最も歴史と権威あるiF(国際インダストリーフォーラム)デザインアワードを４年連続受賞。iFデザインアワードと共に世界三大デザインアワードのひとつとされる、ドイツ・ノルトライン・ヴェストファーレン・デザインセンターが主催するReddotデザインアワード2022では、伊東がデザインした「DESTROYER」とソルトウォーターロッド、「空海」がフィッシングロッドとして世界初受賞。2023年、伊東が手掛けた「GREATHUNTING」のHuntsmanがReddotデザインアワードを受賞。受賞作品は、ドイツ・エッセンにあるユネスコ世界遺産に登録されているツォルフェライン炭鉱業遺跡群内にある「Reddtデザインミュージアム」にコンテンポラリーデザインとして展示された。
フィッシング とアウトドアのブランド、メガバス㈱グループ創業者。一般社団法人 日本釣用品工業会（JAFTMA）の理事を務めた。
米国カリフォルニア州Megabass of America Inc.のCEOを経て、2015年、グループ本社CEOとして全事業統括に復帰。ブランディング・ストラテジストとして代表取締役を兼務している。
プロアングラーとして、TVや雑誌、DVD等の活動に加えて、クリエイターとしての評価も高い。釣り師、デザイナー、エンジニア、ボートドライバー、アーティスト、アウトドアプレーヤー、経営者など、様々な顔で国内外のメディアに取り上げられている希有な存在。日本の伝統的な在来種などの釣りも漫画「SLOW GAME」など独自の切り口で紹介するなど、釣種も多様。
2013年、静岡県浜松市より、浜松市親善大使「やらまいか大使」に委嘱される。
音楽作曲、親子釣り教室、環境保全事業、日本在来種の放流事業等も参画する、異色のカリスマ釣り師。2018年、浜松市産業部・シティプロモーション課　ビーチ・マリンスポーツ推進協議会。

## 略歴
浜松市出身。幼少期は遠州灘を臨む浜名湖・弁天島の釣り宿に育つ。漁師町の家業ということもあり、幼い頃から、漁師や釣り師達から漁獲の英才教育を受けて育った。小学生の時にルアーフィッシングと出会い、カツオ、マダカ（シーバス）、バス、鱒、ナマズ、雷魚などを釣っていた。当時は外国製ルアーが高価だった事から、ルアーを自作して釣る少年だった。ロッドの自作やリールのチューニングもするなど、この頃から既に、現在のメガバスファクトリーの原型となる釣り工房の様を呈していた。
1986年、東京品川区大井町にメガバス&ワークスを設立し、ルアーロッドのARMSの製作を行う。1987年にはV-FLAT、Z-CRANKなどのルアー製作を始め、関東の様々なフィールドで釣りをし、実際に釣果を見せながら現地で販売する営業活動を行っていた。
その後、浜松に拠点を移し、中部・関西エリアに進出。遠州灘の釣漁船船長や、琵琶湖北湖の釣りガイド等を行いながらルアー（ソルトウォータールアー：マリンギャング、バスルアー：マジカルZ、BAIT-Xなど）を制作。工房の一階では、直販もしていた。一部の釣り人達からは絶大な支持を得ていたが、自身が気に入った釣り人からのオーダーしか受けないなど、生活は厳しかった。
1989年に有限会社、1990年に株式会社へと組織改変し、1992年に鉄工団地の工場へと移転する。他メーカーのルアーデザイン、テスト、OEM（生産）の依頼も請け負う経営形態となった。伊東の想いと同調するアングラーやメーカーの製品だけを請け負うという、徹底したこだわりぶりだった。この時期、他社ブランドからも数々の名作を生み出しているが、徹夜の生産業務、数社に及ぶフィールドテストをしながら営業活動もするなど、過酷な生活を送る。増加する管理業務や釣り業界の保守的な風習にも慣れないなど、精神的・肉体的にも苦しい時期が続いた。
一方で、漁獲量にこだわった独特な漁師スタイルのフィッシングテクニックが各メディアから注目され、アングラーとしての出演オファーが増加。
その後は遺伝性の病気で手が動かなくなったが、再起をかけてリハビリ中に作ったDEEP-X200、Live-X LEVIATHANなどがヒットしメガバスのブームが起こることになった。90年代はアメリカでの活動も本格化し、1996年、日本とマサチューセッツ州のMegabass USAを拠点に開発してきたロッド（デストロイヤー）や、数々のルアー（POPX等）を発表。ルアーフィッシングムーブメントの牽引役として注目を浴びることになった。
BASS WORLD誌連載企画「同船者には絶対負けん」などでは、米国のトーナメントプロやプロガイドと現地で釣り対決（マッチプレー）を展開「12戦11勝1引き分け」。西海岸（カリフォルニア）、東海岸（ノースキャロライナ）をはじめ、様々な州を行脚。現地では、トーナメントプロ達のサポートも行っている。REDMAN（ディーン・スターキー優勝）、CENTRAL PRO/AM（ランディ・ブロウカット上位入賞）、ダニー・コレア（B.A.S.S.上位入賞）の他、のちにB.A.S.S.のトッププロとなったアーロン・マーテンス（B.A.S.S.アングラーオブザイヤー獲得）も、米滞在時代に伊東がサポートしていた西海岸出身のアングラーで、伊東の釣りに影響を受けた一人。
2016年、エドウィン・エバースがバスマスタークラシックをITOエンジニアリング製のフラップスラップなどを使用して優勝。ワールドチャンピオンに輝く。MEGABASSとしてはチームメイトであるルーク・クローセンに次ぐ2度目のクラシック制覇を果たす。2023年、伊東が開発した初代DEEP-Xと少年時代に出会ったことがメガバスとバスフィッシングに興味を抱くきっかけになったというプロアングラー、ブランドン・パラニューク（2022 Bass Master Elite・Anglers of the year獲得）を公式にサポートしている。
伊東とコラボレーションしたボートなどが空前のヒットとなった。 ボートドライバーとしての評価も高く、SKEETERボートと契約していた時期もあったが、遠州灘出身の高いドライビングスキルと、荒れたラフウォーターに立ち向かう強いメンタリティが注目を浴び、GAMBLERボート社のジャパンディストリビューター（HEMSインターナショナル社）からオファーを受けて、GAMBLERボートパイロットとして契約。琵琶湖北湖を中心に活躍した。X-BITESステージ1、ステージ2（VHS）に衝撃を受けたファンは多い。
CG（カーグラフィック）別冊BASSING BOAT GRAPHIC（1998年4月　二玄社）に、伊東の走行インプレッションが取材掲載されている。他、様々な媒体で操船が紹介されており、スピードガン測定による最速企画では、伊東のドライビングによるGAMBLERボートとセッティングが、それまでの最速記録を破って新記録を樹立。ヤマハV-MAXエンジンのプロモーターとして活躍した。
一方で、一般のアングラーによるスピードボートの安全性について憂慮するコメントもしていた伊東は、その後のメディア活動では、岸釣りや、小型エンジン、電動のエレクトリックモーターの釣りを中心に紹介している。ROD & REEL誌が企画したビデオ作品、岸釣りリバーバス最強攻略をはじめ、全国のリザーバーや、小規模フィールドにおける釣行作品にも出演。
ヤマハ発動機との取り組みでは、UF25やSRVなどソルトウォーターボートのドライバーとして海でも活躍し、ヤマハボートカレンダーの撮影にも関与。ヤマハマリーナで開催された海のルアーフィッシング教室の講師も務めた。
船舶のほか、ITOエンジニアリングでは、カーボンファイバーを使ったレーシングパーツ（サーキット走行車両用）も開発。サーキットでの活動を通じて、フィッシング事業（TD-ITOなどチューニングリール、カーボンボート、デストロイヤーロッドシリーズ）や他事業（カーボンカヌー、レーシングカー・ディフューザー）にフィードバックしている。 2010年、船舶や車等のアグレッシブな活動とセンスについてトヨタ、TRDが注目し、トヨタFJクルーザーの国内導入時、カスタマイジングとメディアプロモーションを伊東に依頼。スペシャルバージョンのFJクルーザーをプロデュースしている。メディア、イベント、ディーラーで紹介され、2012年、国際フィッシングショーにも展示された。
近年のプロアングラーとしての活動では、雑誌、TV,　DVD、動画配信など様々なメディアに出演。「鬼手仏心」を座右の銘とし、釣果至上主義的な露出が多いが、釣りの旅から感じ入った心情やメッセージを込めた叙情的な出演作品も見られる。
独特な歌唱法と数奇的な音階構成が特徴的な音楽スタイルに注目するファンも多い。伊東の楽曲「I LOST THE WILDS」は、国際的に有名なフランスのドキュメンタリー映画監督で冒険家のジェローム・デラフォスが絶賛しており、この曲を知ってファンとなったジェロームは、来日し、浜名湖弁天島を撮影地に伊東を取材撮影。フランスで放映するなど、各分野のアーティスト、俳優からも様々な媒体で紹介されている。写真家の山岸伸の個展でも、伊東が紹介されている。
村田基主演「パフォーマンスバッシング」をはじめ、様々なDVD、アウトドア関連のTVなどでも伊東の楽曲が採用されており、代表作として、Megacomplex（BS放送）のオープニングテーマソングや、ajpc(オールジャパンプレイヤーズカップ）などで「SHADOW」、X-BITES（DVD）のエンディングソング「RIVER」等が挙げられる。
2009年、東京海洋大学（旧・国立東京水産大）で講演。講師を務めている。大学講座としては稀に見る多数の受講者数を集めている。 2009年、イタリア・ミラノで開催された世界デザイン博覧会・ミラノサローネでは、トリエンナーレ博物館に、伊東由樹デザインのロッド「ARMS」とルアー「XーPOD」が、世界で初めてバスフィッシングの道具として展示された。
2010年、アメリカンルアーブランドのHEDDON、ARBOGAST、COTTON CORDEL、REBELの日本国内向けに限定した製造とカラーデザイニングなどを、浜松市のメガバス本社ファクトリーで手がけるなど、内外の様々なメーカーのデザイン、開発、製造支援を担っている。
2011年、浜松市制100周年の浜松市PRブックHAMA流 特集「イケメンスペシャリストに迫る！」に浜松市を代表するスペシャリストとして掲載されている。
2012年、米国フロリダ州オーランドにて開催されたI-CASTショーでは、米国最大のプロトーナメント団体B.A.S.S.や、欧州のアウトドア用品ディーラー誌TACKLE RETAILER誌等からの現地インタビュー取材に応じている。その内容が同誌に掲載されている。
世界の釣り具デザインに多大な影響を及ぼしているクリエイターとしての活動や作品は、各国から注目されており、アメリカ、イギリス、フランス、イタリア、ドイツ、ロシア、中国、韓国、シンガポール、オーストラリア、南米等でも紹介されている。伊東がデザインした作品は、公益財団法人日本デザイン振興会、ジャパングッドデザインアワードにおいて、通算50作品以上にも及ぶアワード受賞をしている。
2018年、デザインアワードのオスカー賞とも称される、ドイツ・ハノーバーを本拠地とするiF(国際インダストリーフォーラム）DESIGNアワード2018では、エントリー作品のすべてが受賞するという快挙を遂げた。受賞作品は3作品（DESTROYERシリーズ、GREATHUNTINGシリーズ、ONETENーXシリーズ）に及び、クライアント企業のメガバスもiF DESIGN AWARD WINNER2018を受賞している。
また、iFデザインアワード2019では、VALKYRIEが受賞。iFデザインアワード2020では、TRIZAとI-WINGがダブル受賞となり、iFデザインアワード2021では、メガバスロッドの主軸としてデザインしたDESTROYERが受賞。iFデザインアワードにおいて、４年連続受賞の快挙を遂げている。
2016年、フィッシング業界では積年のライバルとされたプロアングラー、今江克隆との共演がROD＆REEL誌（２０１６年７月号）にて実現。互いが異なる流派を率いてきたカリスマアングラーとして、業界では両雄の共演は不可能と認識されてきたこともあり、奇跡の共演として話題となった。
ＲＯＤ＆REEL誌上の対談では、伊東の「自分の体を張って戦ってきた」に対し、今江も「その孤独な闘いには本当に心が響いたんや」とリスペクトしている。業界タブーと言われた世紀の顔合わせは、両雄が互いに敬愛する場面がみられ、多くの釣りファンの感動を呼んだ。やがて、二人の想いを込めたプロダクト、I×I（アイバイアイ）へと発展し、今江が理想とするルアーを伊東がデザインすることになった。I×I SHADシリーズを発表し、2023年には、ITOエンジニアリングのハイドロダイナミクスを導入した、I×I FURIOUSを発表している。
伊東の現場の最前線でプレーヤーとして活動するスタイルは、様々な分野で貫かれており、これまでにも音楽制作・楽曲提供、ロシアでは書家としての出展・講演（モスカネラ講演）、デザインアワードコンペティション、アウトドアメディアでの活動をはじめ、カルチャー系雑誌『BRUTUS』（マガジンハウス）、ベネッセ『いぬのきもち』等にも出演。プロアングラーやデザイナーの枠を超えた、多様なジャンルで活動できる稀な存在といえる。
これまでにも、LUMINOX、SIMMSレインギア、マンハッタンポーテージ、VONZIPPER、BLACKFLYSアイウエア、DAHON、ステューシー、トヨタ、TRDなどのコラボ・プロモーションをはじめ、ボーダーレスな活動を行っている。
スポーツドッグ分野ではディスクドッグプレイヤーとして知られており、ディスクスローの距離・正確性・犬のキャッチング技術等を競う、ディスタンス / アキュラシー競技の最高峰カテゴリー、スーパークラスに参戦。愛犬・パフェ子（ボーダーコリー犬種）を伴い、2010年　ROY（ルーキーオブザイヤー）受賞。
参戦翌年の2011年はシリーズランキングTOP5にノミネートされ、MIP（モストインプルーブドプレイヤー）受賞。2011-2012年、愛犬・吹雪（ウィペット犬種）を伴いハイスコアランキング1位T。その他、クラブ団体による最速走行タイムを競うスピード競技では、愛犬・氷河（ウィペット犬種）が3年連続WINNERとなっている。
「世紀のプレッシャーバトル」と称された長岡スーパードッグコンペティション・年間王座最強決定戦「2016 G1 NAGAOKA SUPER BATTLE」（YOUTUBE）では、開催事前より愛好家たちの間で異例の盛り上がりを見せ、シリーズ年間王座を賭けたハイプレッシャー・ハイスコア試合となった。最終決戦は、「未だかつてない試合」、「歴史に残る名勝負」として愛犬家たちから評されている。最終決戦は、全国各地からエントリーした強豪チームによるハイスコア記録の更新が続出。決勝最終組で登場した伊東のスコアに王座の行方が委ねられた。伊東は愛犬シャドウと当大会最高得点を叩きだし、最終決戦を制して優勝。2015-2016年シリーズ日本一に輝き、第14代ナショナルチャンピオンとなる。競技主催団体より、MVPも受賞している。 (Youtube：2016 05 15 最終戦長岡　スーパークラス決勝)
2019-2020年は、コロナ禍によってシリーズ開催期間は、史上最長といわれた超長期戦となったが、伊東は再び愛犬シャドウとともにシリーズ戦を制し、年間１位を獲得。２度目のナショナルチャンピオンとなる。2020年、国営木曽三川公園にて開催されたディスクドッグ日本一決定戦「ジャパンカップ2020」では、愛犬の空海と決勝進出を果たし、準優勝。
狩猟行為によって成果を得るプロアングラーとしての日常とは対極にある、水辺環境保全活動、植栽ボランティア、日本在来魚種保護活動、保護犬サポートなども行っている。　　
メンタルアティチュードにも造詣が深く、伊東の著書「鬼手仏心」（地球丸 刊）にも自身の生き様が綴られ、親友の反町隆史（俳優）が書評している。
2013年、静岡県浜松市より、浜松市の魅力をアピールする浜松市親善大使「やらまいか大使」として、東急百貨店社長の二橋千裕、声楽家の本多厚美、長唄三味線演奏家の杵屋邦寿と共に、伊東が任命された。伊東への大使委嘱式は浜松市長室で行われ、その模様が中日新聞、静岡新聞に掲載されている。
2018年、浜松市産業部観光・シティプロモーション課による、浜松市のウォーター・マリンスポーツ分野を地域資源として促進するビーチ・マリンスポーツ協議会のメンバーとして活動。

## 作品

### 出演作品

#### VHS
- X-Bites 1~4(メガバス)
- 岸釣りリバーバス最強攻略 (2001年10月17日、地球丸)
- MISSION X (2003年2月25日、地球丸)
- MISSION X-02 (2003年4月25日、地球丸)
- 野池&リバーでかバス捕獲指令 (2003年12月16日、地球丸)
- HUNTING VISION (2004年1月28日、地球丸)
- MISSION X-03 (2004年4月26日、地球丸)

#### DVD
- HUNTING VISION 2 (2005年4月26日、地球丸)
- MISSION X-04 (2006年2月28日、地球丸)
- DVD版 岸釣りリバーバス最強攻略 (2006年7月14日、地球丸/グローバルアイ)
岸釣りリバーバス最強攻略のDVD版。
- DVD版 野池&リバーでかバス捕獲指令 (2006年7月14日、地球丸/グローバルアイ) 
野池&リバーでかバス捕獲指令のDVD版。
- MISSION X-05 (2007年3月27日、地球丸)
- MISSION X-06 (2008年5月3日、地球丸)
- サイバーパフォーマンス（2008年12月 アトリエボイル）
- XTRIP (2010年2月11日、地球丸)
- X-Plosion (2011年3月2日、地球丸)
- MEGACOMPLEX EXTRA VOl.1 (釣りビジョン)
- メガバスの赤本1 DVD（2006年7月 枻出版社）
- メガバスの赤本2 DVD（2007年9月 枻出版社）
- メガバスの赤本3 DVD（2008年11月 枻出版社）
- メガバスの赤本4 DVD（2009年12月 枻出版社）
- MEGABASS WORLD DVD（2010年12月 枻出版社）
- MEGABASS WORLD 2012 DVD（2012年2月 枻出版社）
- MEGABASS WORLD 2013 DVD（2013年3月 枻出版社）
- 進化するカリスマ 伊東由樹 DVD（2013年2月 ルアーマガジン 内外出版）
- ルアーマガジン・ザ・ムービー vol.5 伊東由樹 新機軸ルアー最強テクニック集（内外出版）

#### 書籍
- BASSING SPIRITS '98 (桃園書房)(1998年)
- メガバスマガジン vol.1（2003年 地球丸）
- メガバスマガジン vol.2（2004年 地球丸）
- メガバスマガジン vol.3（2006年3月 地球丸）
- メガバスマガジン vol.4（2007年3月 地球丸）
- メガバスマガジン vol.5（2008年5月 地球丸）
- ロドリサーフェス (2011年 地球丸)
- メガバス事典 MEGABASS ENCYCLOPEDIA　I~II (内外出版社)
- ルアーマガジンEXTRA バス釣りがわかる！(内外出版社)
- メガバスの赤本1（2006年7月 枻出版社）
- メガバスの赤本2（2007年9月 枻出版社）
- メガバスの赤本3（2008年11月 枻出版社）
- メガバスの赤本4（2009年12月 枻出版社）
- MEGABASS WORLD（2010年12月 枻出版社）
- MEGABASS WORLD 2012（2012年2月 枻出版社）
- MEGABASS WORLD 2013（2013年3月 枻出版社）

#### ゲーム
- プレイステーション BASS RISE (バンダイ) (1999年)

### 著書
- 常識破りのバス釣り66の極意 (1999年　地球丸)
- THE 鬼手仏心　魚を獲って暮らす生き方に学ぶライフデザイニング（2015年　地球丸）

## 出演雑誌・新聞
- Basser (つり人社)
- BASS WORLD (枻出版社)
- Rod and Reel (地球丸)
- Tackle Box (フリーウェイ)
- Lure Magazine (内外出版社)
- Lure Magazine SALT (内外出版社)
- Landing (ランディング社)
- BRUTUS (マガジンハウス)
- Fish On (恒和出版)
- SALT WATER (地球丸)
- SALTY! (アトリエボイル)
- 浜松市制100周年 HAMA流（2011年第8号 浜松市／ぱど）
- 中日新聞
- 静岡新聞
- 産経新聞
- 日経新聞
- 日経ビジネス（日経BP）

## 出演番組
- テレビ東京 グランダー武蔵RV
- テレビ東京 ON AND OFF
- BS釣りビジョン Megacomplex
- BS釣りビジョン ギアステーション
- BS釣りビジョン 五畳半の狼
- NHK
- フランス国営放送
- SBSラジオ
- K-MIXラジオ

## 連載
- TB大学 擬餌針工学部 秘密のルアー工学講座 (TACKLE BOX、フリーウェイ) 1991年11月1日 - 2002年10月1日
- 伊東由樹のスーパー漁師フィッシング (ロッドアンドリール、地球丸) 2000年1月26日 - 2002年4月26日
- スーパー漁師フィッシング Evoluzion (ロッドアンドリール、地球丸) 2002年5月26日 - 2002年9月26日
- HUNTING ANGLE (ロッドアンドリール、地球丸) 2002年10月26日 - 2004年12月26日
- Megabassヒストリー・Xの軌跡 (ルアーマガジン、内外出版社) 2003年2月26日 - 
「メガバス事典 MEGABASS ENCYCLOPEDIA」でムック化
- 鬼斬御免! (ロッドアンドリール、地球丸) 2005年1月26日 - 2008年5月26日
- X-FOCUS (ロッドアンドリール、地球丸) 2008年6月26日 - 2011年4月26日
- I.T.O Room (ロッドアンドリール、地球丸) 2011年5月26日 - 2012年6月26日
- I.T.O Laboratory (ロッドアンドリール、地球丸) 2012年7月26日 -
- INTO THE CORE (バスワールド、枻出版社)　ムック化「メガバスの赤本」、ムック化「メガバスワールド」
- THE JAPAN ORIGINAL （月刊Basser　つり人社）